# Carl-Erik Sjöstedt
Carl-Erik Sjöstedt, född 31 juli 1900 i Eskilstuna, död 8 februari 1979 i Uppsala, var en svensk matematiker.
Carl-Erik Sjöstedt var son till verkmästaren Karl August Sjöstedt. Han avlade studentexamen i Eskilstuna 1919 och studerade därefter vid Uppsala universitet där han blev filosofie kandidat 1921, filosofie magister 1922, filosofie licentiat 1927, disputerade på en avhandling i geometri 1929 och blev filosofie doktor 1930. Han var 1924–1931 lärare vid Uppsala enskilda läroverk och privatgymnasium, 1931–1939 lektor i matematik vid Högre allmänna läroverket i Östersund samt under 1939 rektor vid Högre allmänna läroverket i Borås. Från 1940 var Sjöstedt undervisningsråd och ledamot av Skolöverstyrelsen. Till 1952 var han knuten till Skolöverstyrelsens läroverksavdelning, vars siste chef han var under några månader av 1952. Efter Skolöverstyrelsens omorganisation 1952 var han chef för den då nyinrättade organisationsavdelningen. 
Sjöstedt publicerade populärvetenskapliga arbeten i geometri, bland annat Projektiv geometri (1932, 2:a upplagan 1946) och Icke-euklidisk geometri (1945), och verkade genom utgivna läroböcker i ämnet för geometriundervisningens omläggning och rationalisering. I avhandlingen Zur Erkenntnistheorie der Geometrie (1937) och Geometriens axiomsystem (1937) behandlade han geometrins kunskapsteoretiska problem och anknöt därmed sin matematiska produktion till sina filosofiska intressen. I nära anslutning till Uppsalafilosofins tankegångar utgav han översikten De filosofiska problemens historia (1936, 2:a upplagan 1949), till vilken slöt sig Filosofisk läsebok (1950). I Översikt av den formella logiken (1936), en lärobok i logik för skolbruk, eftersträvade han en större konkretion i framställningen, särskilt genom rik exemplifiering. Sjöstedt ägnade sig även åt världsspråket occidental och utgav bland annat Dubbel occidentalordbok (1930). Från 1947 tillhörde Sjöstedt styrelsen för stiftelsen bokförlaget Natur & Kultur. Han innehade även sakkunnighetsuppdrag.